# Walter Gardiner
Walter Gardiner (1er septembre 1859 - 31 août 1941) est un botaniste britannique. 

## Biographie
Il fait ses études à la Bedford School et au Clare College de Cambridge  et y est boursier et maître de conférences en botanique à l'université. Il est membre de la Linnean Society de Londres et est élu membre de la Royal Society en 1890. Il reçoit la Médaille royale de la Royal Society en 1898: "Pour ses recherches sur la connexion protoplasmique des cellules des tissus végétaux et sur l'histologie minutieuse des plantes." .